# Chuckie Akenz
Phong "Chuckie A." Nguyen född 21 januari 1986 är en vietnamesisk-kanadensisk rappare. Han växte upp i det tuffa området Jane and Finch, Toronto. Som alla barn i Jane and Finch hade Chuckie en tuff uppväxt. Fadern lämnade honom när han var 2 år gammal och hans bröder vistades i fängelse redan vid tidig ålder. Vid 9 års ålder var Chuckie redan tvungen att ströva omkring på gatorna för att kunna bidra med något till familjen. Modern var arbetslös. Under tiden började Chuckie att bli intresserad av hiphop/rap. Han började sedan skriva låtar och de gick hem i nästan varenda nattklubb han uppträdde i. Idag är Chuckie Akenz en av Kanadas största rappare genom tiderna.